# Tourville-les-Ifs
 Tourville-les-Ifs  es una población y comuna francesa, en la región de Alta Normandía, departamento de Sena Marítimo, en el distrito de Le Havre y cantón de Fécamp.

## Demografía
| 437 | 384 | 427 | 449 | 516 | 547 |
| Para los censos de 1962 a 1999 la población legal corresponde a la población sin duplicidades (Fuente: INSEE [Consultar]) |     |     |     |     |     |